# Flamencopsis
Flamencopsis is een spinnengeslacht in de taxonomische indeling van de bruine klapdeurspinnen (Nemesiidae).
Flamencopsis werd in 1995 beschreven door Goloboff.

## Soort
Flamencopsis omvat de volgende soort:
- Flamencopsis minima Goloboff, 1995